# Route européenne 931
Pour les articles homonymes, voir E931 et Route 931.
La route européenne 931 est une route reliant Mazara del Vallo, dans la province de Trapani  à Gela, dans la province de Caltanissetta, sur la côte méridionale de la Sicile.